# Rantasalmi

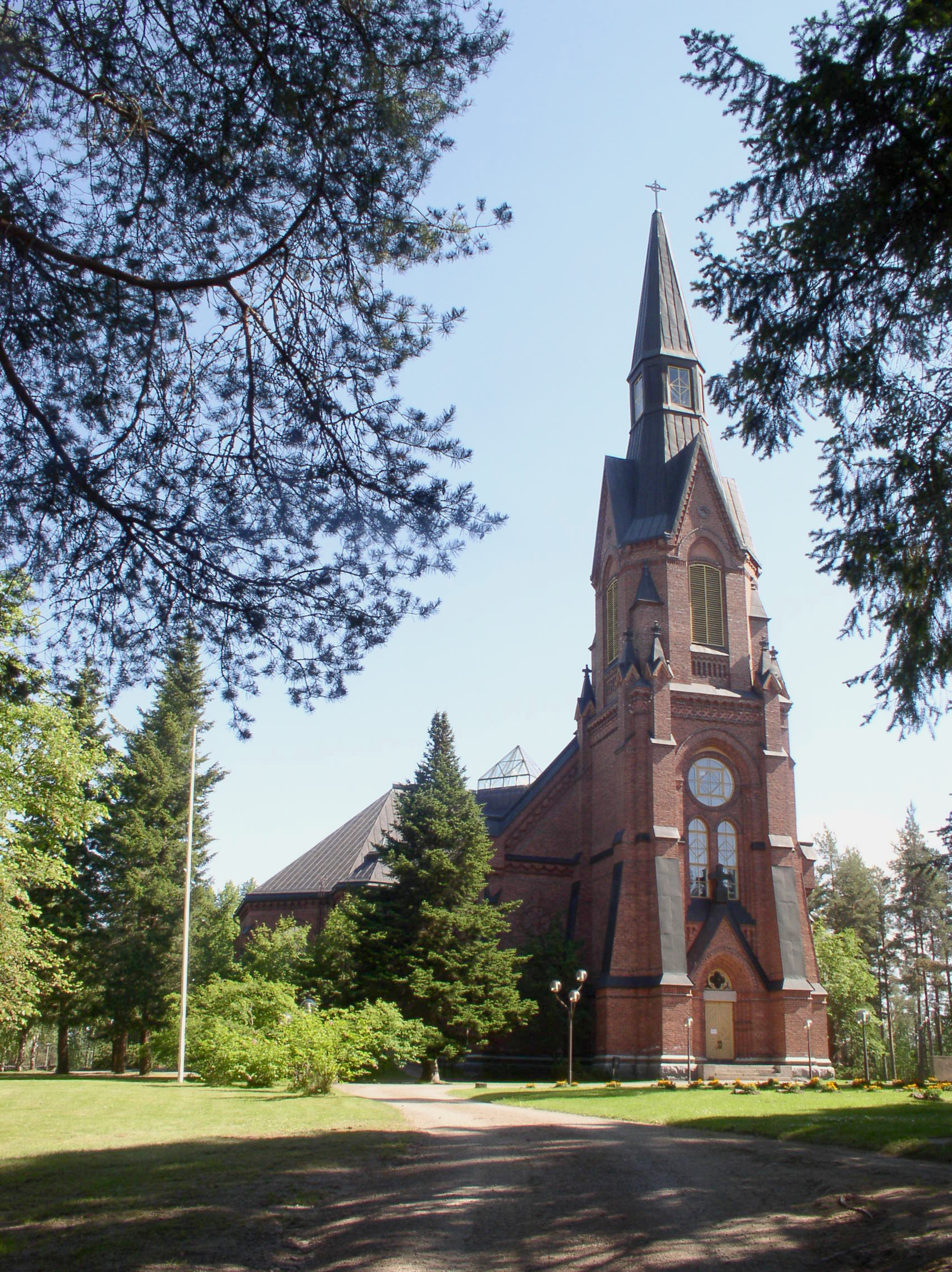
Rantasalmis kyrka i Rantasalmi kyrkby

Rantasalmi är en kommun i landskapet Södra Savolax i Finland. Rantasalmi har 3 330 invånare och har en yta på 925,19 km².
Rantasalmis grannkommuner är Juva, Jorois, Nyslott, Sulkava och Varkaus.
Rantasalmi är enspråkigt finskt.
Tidigare skrevs namnet på svenska Randasalmi.

## Geografi
I kommunen finns byarna och egendomarna Danaberg, Freudenhof, Hiltula, Langila, Leislax, Putkisalo, Skogila, Strandgård, Strömsholm och Södervik.

## Politik

### Mandatfördelning i Rantasalmi kommun, valen 1976–2021
| 2 | 7 | 14 |  | 3 |

|  | 7 | 14 |  | 4 |

|  | 8 | 14 |  | 3 |

|  | 7 | 14 |  | 4 |

|  | 9 | 12 |  | 4 |

|  | 7 |  | 14 |  | 3 |

| 7 |  | 16 |  | 2 |

| 8 |  | 16 | 2 |

| 17 | 10 |

| 8 |  | 15 | 3 |

| 19 | 8 |

| 5 | 2 | 12 | 2 |

| 14 | 7 |

| 4 | 1 | 1 | 12 | 1 |

| 12 | 7 |

| 1 | 3 | 2 | 10 | 1 | 2 |

| 12 | 7 |

## Befolkningsutveckling
| Befolkningsutvecklingen i Rantasalmi kommun 1975–2020                                                        | Befolkningsutvecklingen i Rantasalmi kommun 1975–2020 | Befolkningsutvecklingen i Rantasalmi kommun 1975–2020 | Befolkningsutvecklingen i Rantasalmi kommun 1975–2020 | Befolkningsutvecklingen i Rantasalmi kommun 1975–2020 |
| --- | ----------------------------------------------------- | ----------------------------------------------------- | ----------------------------------------------------- | ----------------------------------------------------- |
| |                                                       |                                                       |                                                       |                                                       |
| År |                                                       |                                                       | Folkmängd                                             |                                                       |
| 1975 | 1975                                                  |                                                       | 5 690                                                 |                                                       |
| 1980 | 1980                                                  |                                                       | 5 473                                                 |                                                       |
| 1985 | 1985                                                  |                                                       | 5 289                                                 |                                                       |
| 1990 | 1990                                                  |                                                       | 5 191                                                 |                                                       |
| 1995 | 1995                                                  |                                                       | 4 908                                                 |                                                       |
| 2000 | 2000                                                  |                                                       | 4 587                                                 |                                                       |
| 2005 | 2005                                                  |                                                       | 4 371                                                 |                                                       |
| 2010 | 2010                                                  |                                                       | 3 996                                                 |                                                       |
| 2015 | 2015                                                  |                                                       | 3 733                                                 |                                                       |
| 2020 | 2020                                                  |                                                       | 3 364                                                 |                                                       |
| Anm: Uppgifterna avser förhållandena den 31 december nämnda år enligt områdesindelningen den 1 januari 2022. |                                                       |                                                       |                                                       |                                                       |

## Personer från Rantasalmi
Zakarias Cajander (1818 - 1895), agronom och författare